# Конгрес у Тропау
Конгрес у Тропау одржан је 1820. године. Један је од конгреса Свете алијансе. Сазван је ради решавања питања револуције у Напуљу (1820-1821). 

## Историја
Револуција у Напуљу под командом генерала Гиљерма Пепеа избила је 1820. године. Парламент у Напуљу састао се почетком октобра. Међу 98 посланика било је само 17 карбонара. Већину су сачињавали судије, писари, официри, земљопоседници. За председника је изабран Матеа Галди који је већ 1796. године захтевао да се у Италији успостави уједињена република. Ови догађаји изазвали су запрепашћеност у Аустрији. Метерних је одбио да прими новог напуљског амбасадора јер се напуљски краљ 12. јуна 1815. године обавезао једним уговором да свом народу неће дати устав и јер се нови амбасадор заклео над уставом. Аустријска влада је наредила концентрацију трупа у Ломбардијско-венецијанској области која је од Бечког конгреса била под њеном контролом. На основу уговора од 20. новембра 1815. године, Метерних је брзо добио пристанак британске, руске, пруске и француске владе за сазивање конгреса у Тропау (данашња Опава у Чешкој). Енглеска се држала по страни. Француска, где је на снази била уставна повеља, је сматрала да се краљ Двеју Сицилија не може спречити да својим поданицима да устав. Руски цар је поново изнео свој предлог о колективној интервенцији кога је изнео на конгресу у Ахену две године раније. Само су представници Русије и Аустрије потписали декларацију којом се осуђује свака промена до које долази у некој држави преко војног удара. Одлучено је да се у Љубљани сазове нови конгрес на коме би се у присуству напуљског краља одлучило о ставу који се треба заузети према Краљевини Двеју Сицилија. 
Протокол из Тропауа предвиђа да државе у којима је путем револуције дошло до промене на власти престају да буду чланови Свете алијансе, а уколико опасност од измена прети другим државама, чланице Алијансе се обавезују да мирним путем, или путем рата, угуше револуционарни покрет и ставе ту државу под окриље Алијансе. 

## Учесници
- Франц II
- Александар I Романов
- Фридрих Вилхелм IV
- Клеменс фон Метерних
- Карл Август фон Харденберг